# Гаррити, Терри
Джоан Тереза Гаррити (англ. Joan Theresa Garrity, 1940 — 30 января 2022) — американская писательница, наиболее известная как автор романа «Чувственная женщина».

## Юные годы и образование
Гаррити выросла в Лис-Саммите, штат Миссури, и училась в колледже Палм-Бич во Флориде. Она работала в издательстве Лайла Стюарта и опубликовала книгу о шопинге в Нью-Йорке.

## Карьера
В 1969 году под псевдонимом «J.» она опубликовала книгу «Чувственная женщина» с подзаголовком «первая практическая книга для женщин, которые хотят быть полностью женщиной». Книга также была опубликована под названием «Путь к чувственной женщине». Она восемь недель возглавляла список бестселлеров New York Times и почти год оставалась в общем списке. В более поздних изданиях она использовала имя Терри Гаррити. В 1969 году был записан альбом устной речи, основанный на книге под названием «J – The Way To Become A Sensuous Woman».
В 1977 году она опубликовала книгу «Полная любовь: как любить и быть любимой всю оставшуюся жизнь», а в 1984 году — «Историю «J.»: автор книги «Чувственная женщина» рассказывает о горькой цене её безумного успеха» вместе со своим братом Джоном Гаррити в качестве соавтора. В этой книге она и её брат обсуждают, как она справилась с депрессией.
Гаррити проживала в Южной Каролине.